# Maxence Bruyas
Pour les articles homonymes, voir Bruyas.
Maxence Bruyas, né le 23 février 1994 à Châlons-en-Champagne, est un athlète français.

## Carrière
Maxence Bruyas est sacré champion de France du 800 mètres en salle en 2020 à Liévin.